# Cratere Holberg
Holberg è un cratere d'impatto presente sulla superficie di Mercurio, a 67,37° di latitudine sud e 59,59° di longitudine ovest. Il suo diametro è pari a 64 km.
Il cratere è stato battezzato dall'Unione Astronomica Internazionale in onore dello scrittore danese e norvegese Ludvig Holberg.